# Villegusien-le-Lac
Villegusien-le-Lac är en kommun i departementet Haute-Marne i regionen Grand Est (tidigare regionen Champagne-Ardenne) i nordöstra Frankrike. Kommunen ligger i kantonen Longeau-Percey som tillhör arrondissementet Langres. År 2018 hade Villegusien-le-Lac 700 invånare.

## Befolkningsutveckling
Antalet invånare i kommunen Villegusien-le-Lac
| Referens: INSEE |